# اللغة النوميدية
اللغة النوميدية أو اللغة الليبية القديمة هي لغة شعب الماسيل الواقع في شرق نوميديا. تنتمي اللغة النوميدية لأسرة اللغات الإفريقية الآسيوية.

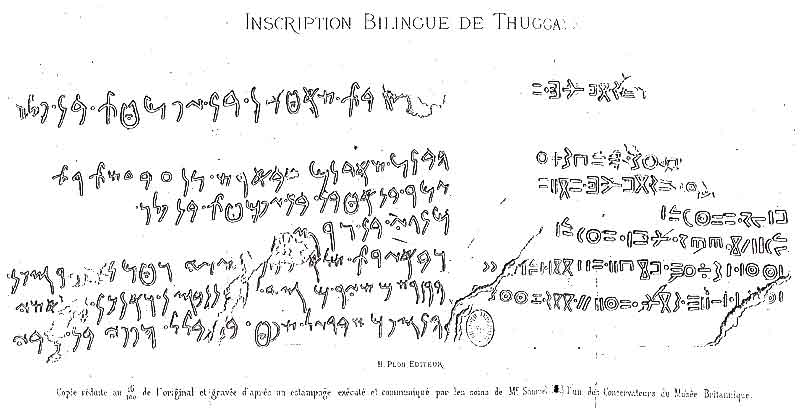
نقش ثنائي اللغة (بونيقي على اليسار واللغة النوميدية على اليمين)، تمّ اكتشافه بموقع دُقَّة الأثري (تونس)

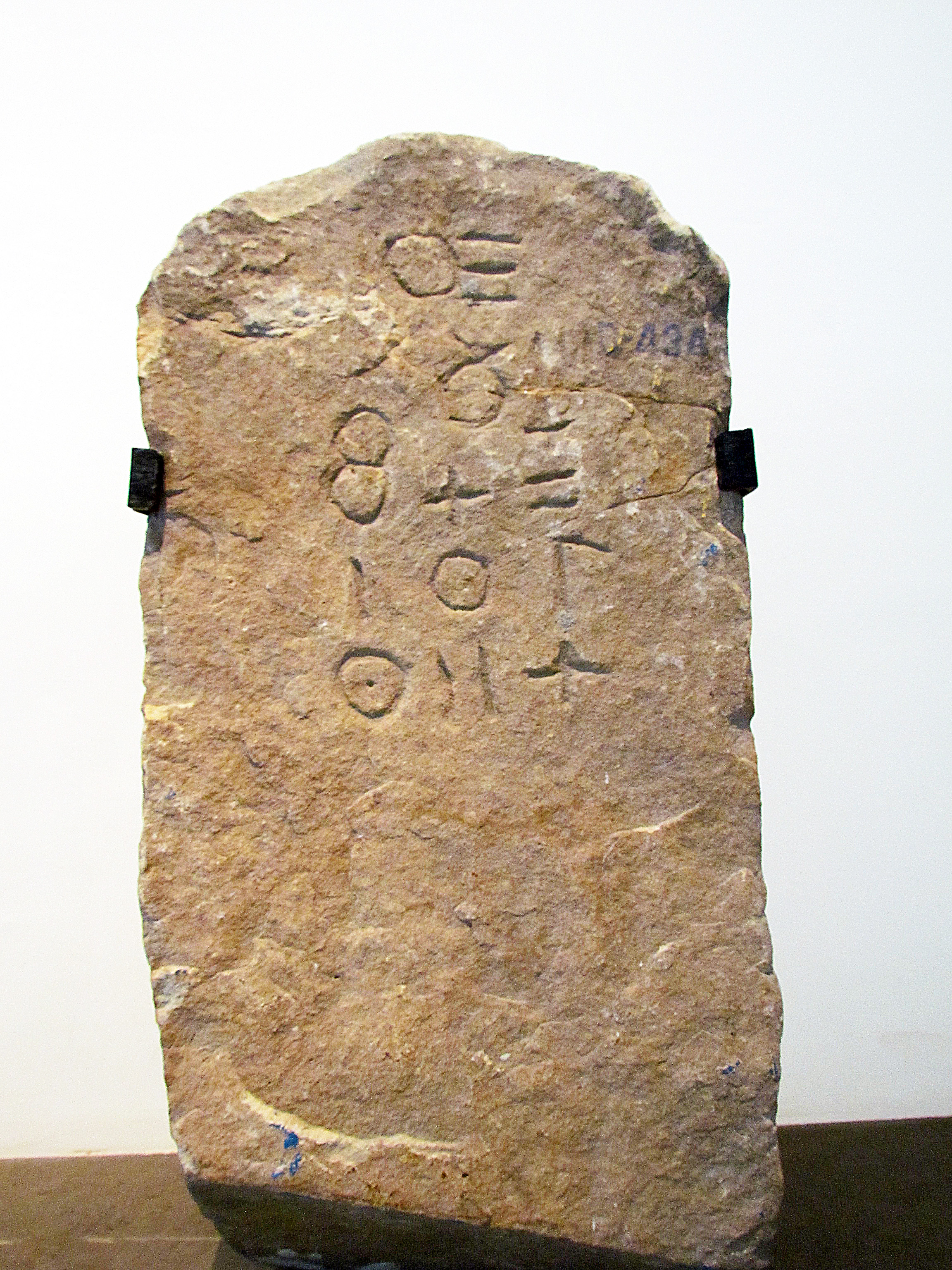
نقش لحروف اللغة النوميدية